# Supercoppa di Germania 1989
La Supercoppa di Germania 1989 (ufficialmente DFB-Supercup 1989) è stata la terza edizione della Supercoppa di Germania.
Si è svolta il 25 luglio 1989 al Fritz-Walter-Stadion di Kaiserslautern tra il Bayern Monaco, vincitore della Bundesliga 1988-1989, e il Borussia Dortmund, vincitore della Coppa di Germania 1988-1989.
A conquistare il titolo è stato il Borussia Dortmund che ha vinto per 4-3 con reti di Günter Breitzke (doppietta), Jürgen Wegmann e Andreas Möller.

## Partecipanti
| Squadre           | Qualificazione                              | Partecipazioni precedenti (il grassetto indica la vittoria) |
| ----------------- | ------------------------------------------- | ----------------------------------------------------------- |
| Bayern Monaco     | Vincitore della Bundesliga 1988-1989        | 1 (1987)                                                    |
| Borussia Dortmund | Vincitore della Coppa di Germania 1988-1989 | Nessuna                                                     |

## Tabellino
| Arbitro: | Dellwing (Osburg) |

|                                           |           |                                        |
| McInally 21’ Grahammer 42’ Mihajlović 66’ | Marcatori | 40’ 56’ Breitzk 64’ Wegmann 88’ Möller |

| Bayern Monaco | Borussia Dortmund |

### Formazioni
| Bayern Monaco: |   |                       |  |     |
|                |   |                       |  |     |
| P              | 1 | Raimond Aumann        |  |     |
| D              |   | Klaus Augenthaler (c) |  |     |
| D              |   | Roland Grahammer      |  |     |
| D              |   | Jürgen Kohler         |  |     |
| C              |   | Stefan Reuter         |  |     |
| C              |   | Hans-Dieter Flick     |  | 46’ |
| C              |   | Olaf Thon             |  |     |
| C              |   | Ludwig Kögl           |  |     |
| C              |   | Hans Pflügler         |  |     |
| A              |   | Alan McInally         |  |     |
| A              |   | Radmilo Mihajlović    |  |     |
| Sostituzioni:  |   |                       |  |     |
| C              |   | Hans Dorfner          |  | 46’ |
| Allenatore:    |   |                       |  |     |
| Jupp Heynckes  |   |                       |  |     |

| Borussia Dortmund: |   |                    |  |     |
|                    |   |                    |  |     |
| P                  | 1 | Wolfgang de Beer   |  | 76’ |
| D                  |   | Thomas Kroth       |  |     |
| D                  |   | Thomas Helmer      |  |     |
| D                  |   | Michael Schulz     |  |     |
| C                  |   | Günter Breitzke    |  |     |
| C                  |   | Michael Zorc       |  |     |
| C                  |   | Andreas Möller     |  |     |
| C                  |   | Murdo MacLeod      |  | 46’ |
| C                  |   | Michael Rummenigge |  |     |
| A                  |   | Jürgen Wegmann     |  |     |
| A                  |   | Martin Driller     |  |     |
| Sostituzioni:      |   |                    |  |     |
| D                  |   | Günter Kutowski    |  | 46’ |
| P                  |   | Rolf Meyer         |  | 76’ |
| Allenatore:        |   |                    |  |     |
| Horst Köppel       |   |                    |  |     |